# Pavel Plotnikov
Pavel Artemyevich Plotnikov, né le 4 mars 1920 à Gonba dans l’Altaï et mort le 14 décembre 2000 dans le même village, est un pilote soviétique de la Seconde Guerre mondiale, récompensé à deux reprises par le titre de héros de l’Union soviétique.

## Biographie
Pavel Artemyevich Plotnikov naît en mars 1920 dans le village de Gonba dans l’Altaï. Il n’achève pas sa scolarité et abandonne l’école secondaire pour travailler dans l’industrie métallurgique. En 1938 il s’engage dans l’armée et suit les cours de l’école d’aviation de Novossibirsk, dont il est diplômé en 1940.
Il est engagé au combat pour la première fois en octobre 1941 comme pilote de bombardier moyen Pe-2. À l’occasion d’une mission, il est attaqué par deux Me 109 allemands, mais permet grâce à ses manœuvres à son mitrailleur de queue d’en abattre un, faisant de son équipage le premier bombardier de son unité à abattre un chasseur. Il gagne au fil des combats la réputation d’être un pilote habile, ce qui amène sa hiérarchie à lui confier les missions difficiles sur des objectifs fortement défendus. Il mène ainsi au début de l’année 1943 un raid en solitaire contre un navire de ravitaillement ancré dans le port de Taganrog en se faisant passer pour un avion de reconnaissance.
En novembre 1943 il abat une nouvelle fois un chasseur, sauvant en cette occasion son ailier, puis remporte une troisième victoire aérienne en 1944. En mai 1944 il est nommé chef d’escadron adjoint du 82e régiment de bombardier de la Garde puis reçoit le 19 août 1944 le titre de héros de l’Union soviétique. Lorsque la guerre s’achève, il est crédité de 343 missions réussies de bombardement et trois victoires aériennes, ce qui lui vaut de recevoir le 27 juin 1945 le titre de héros de l’Union soviétique pour la deuxième fois. Après la guerre il reste dans l’armée et s’élève jusqu’au rang de major général avant de prendre sa retraite en 1975.